# يوهان هامر
يوهان هامر (بالسويدية: Johan Hammar)‏ (22 فبراير 1994 بمالمو في السويد - ) هو لاعب كرة قدم سويدي في مركز الدفاع. شارك مع منتخب السويد تحت 17 سنة لكرة القدم ومنتخب السويد تحت 19 سنة لكرة القدم. أما بالنسبة للنوادي؛ فقد لعب مع ستوكبورت كونتي ونادي أورغريته ونادي إيفرتون ونادي فريدريكستاد ونادي مالمو.

## وصلات خارجية
- يوهان هامر على موقع الاتحاد الأوربي (الإنجليزية)
- يوهان هامر على موقع اتحاد السويد (السويدية)
- يوهان هامر على موقع قاعدة بيانات كرة القدم.إي يو (الإنجليزية)
- يوهان هامر على موقع Soccerway.com (الإنجليزية)
- يوهان هامر على موقع AS.com (الإسبانية)